# Кугунур (Новотор'яльський район)
Кугуну́р (рос. Кугунур, марій. Кугунур) — присілок у складі Новотор'яльського району Марій Ел, Росія. Входить до складу Старотор'яльського сільського поселення.

## Населення
Населення — 4 особи (2010; 11 у 2002).
Національний склад (станом на 2002 рік):
- марійці — 82 %